# Bruno Schliebenow
Bruno Schliebenow (* 3. Oktober 1909 in Berlin; † 19. November 1966) war von 1960 bis 1966 Präsident des Allgemeinen Deutschen Gehörlosenverbandes in der DDR. 

## Leben
Schliebenow verlor als Kind im Alter von acht Jahren sein Gehör durch einen Unfall. Er besuchte die Gehörlosenschule in Berlin und erlernte anschließend den Beruf des Buchbinders und Preßvergolders. Er war aktiver Fußballer im Berliner Taubstummen-Fußballverein. 1947 wurde er Mitglied der Sozialistischen Einheitspartei Deutschlands (SED). Er war Mitarbeiter der Abteilung Gehörlose beim Magistrat von Groß-Berlin. Als sich am 14. Februar 1957 erstmals das Vorbereitungskomitee zur Gründung des Allgemeinen Deutschen Gehörlosenverbandes (ADGV) traf, wurde Schliebenow zu dessen Vorsitzenden gewählt. Auf dem Gründungskongress des ADGV in Halle (Saale) am 1. Juni 1957 wurde hingegen nicht er, sondern Günter Wöller zum Präsidenten gewählt. Schliebenow wurde hauptamtlicher Geschäftsführer. Nach der Abberufung Wöllers wurde Schliebenow dann im März 1960 durch den Zentralvorstand des ADGV zum amtierenden Präsidenten gewählt. Auf dem II. Verbandskongress in Meißen (14./15. Oktober 1961) und dem III. Verbandskongress in Berlin (21.–23. Oktober 1965) wurde Schliebenow in diesem Amt bestätigt. Schliebenow war auch Mitglied des Deutschen Verbandes für Versehrtensport sowie Mitglied seines Präsidiums. 
Er starb mit 57 Jahren und wurde kremiert. Seine Urne wurde auf dem Zentralfriedhof Berlin-Friedrichsfelde in der Gräberanlage für Opfer des Faschismus und Verfolgte des Naziregimes beigesetzt.